# Herodianska dynastin

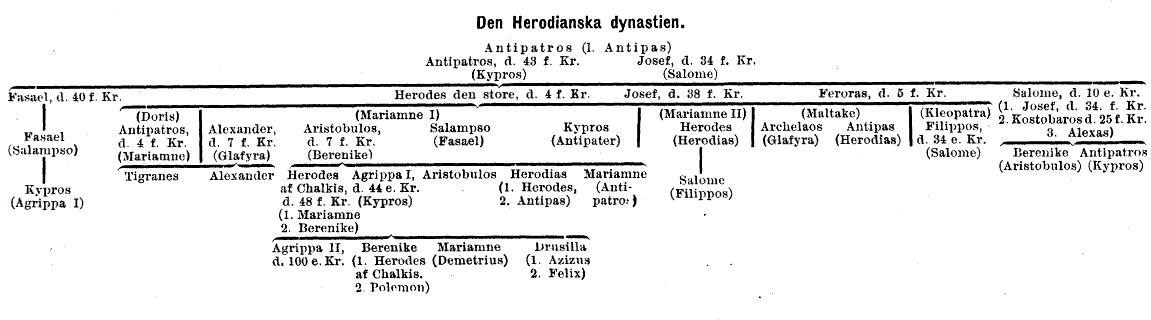
Den herodianska dynastin.

Herodianska dynastin var en härskarsläkt i Herodian rike som fick sitt namn efter dess mest kände medlem Herodes den store (73-4 f.Kr).
Dynastins uppkom i samband med romarnas ingripande i striderna mellan de sista mackabéerna. Edomiten Antipas (enligt vissa källor en hierodul från Askalon) hade utsetts till ståthållare i Iduméen av kung Alexander Jannaios. Dennes son och efterträdare Antipatros utnyttjade spänningen mellan mackabéerna Hyrkanos II och Aristobulos II och genom att vara tillmötesgående mot romarna vann han deras gunst. Han blev därför utnämnd till prokurator över hela Judéen av Julius Caesar, medan den svage Hyrkanos II erhöll titeln etnark. Detta skedde år 63 f.Kr.
I själva verket var Antipatros landets regent under romarnas överhöghet och utnämnde snart sina söner Fasael och Herodes till ståthållare; Fasael i Jerusalem och Herodes i Galiléen. År 41 f. Kr. utnämndes båda bröderna till tetrarker av Marcus Antonius.
Efter Caesar och Antipatros död började en kritisk tid för Herodes, och ställningen förvärrades när Aristobulos II:s son Antigonos utnyttjade sig av parterna för att återta sina fäders tron. Efter att Fasael fängslats och begått självmord vågade Herodes inte längre stanna kvar i landet, utan flydde över Egypten till Rom. Den siste mackabéern Antigonos regerade därefter som kung i Jerusalem mellan 40-37 f.Kr. under parternas beskydd. I Rom lyckades emellertid Herodes bli utnämnd till kung över Judéen, men det dröjde 3 år innan han kunde ta sitt rike i besittning. Efter tre månaders belägring föll slutligen Jerusalem år 37 f. Kr., och Antigonos avrättades av romarna.
Herodes den store gifte sig år 37 f. Kr. med Mariamne av mackabéernas släkt. Motsättningen mellan henne och hennes söner å ena sidan, samt Herodes moder och syster Salome å den andra gav upphov till sönderslitande strider inom Herodes familj. Efter Herodes död delades hans rike mellan hans söner. Herodes Archelaos blev etnark över Samarien, Judéen och Iduméen år 4 f. Kr. Liksom fadern gjorde han sig känd som en stor byggherre, men var innerligt hatad av judarna och förvisades år 6 e. Kr. till Galiléen. Galiléen och Peréen tillföll Herodes Antipas (ca. 20 f. Kr. - 40 e. Kr.), även han känd för sina byggnadsverk, framför allt grundandet av den hellenistiska huvudstaden Tiberias väster om Genesaret.
Herodes Antipas som var gift med nabatéerkungen Aretas IV:s dotter skilde sig från henne för att gifta sig med Herodias. Herodias var en sondotter till Herodes den store och hade tidigare varit gift med Antipas halvbror Herodes. Denna händelse ledde till Johannes Döparens straffpredikan och avrättande (Mark. 6). Herodias förorsakade sin gemåls fall genom att övertala honom att begära kungatitel hos Caligula. Han blev beskylld för förräderi och förvisades till Gallien år 38 e. Kr.
Sonen Filippus fick nu de nordöstra delarna av faderns rike. Herodes Agrippa I (Herodes den stores sonson och Herodias bror) utnämndes år 37 e. Kr. till kung över Filippus tetrarki, och erhöll 40 e. Kr. Antipas furstendöme och året därpå Judéen och Samarien. Herodes Agrippa I försökte vinna fariséernas stöd och förföljde därför den kristna urförsamlingen, och ska ha låtit avrätta aposteln Jakob. Efter Herodes Agrippa I:s död år 44 e. Kr. lades Palestina omedelbart under Rom och styrdes av prokuratorer.
Herodes Agrippa II (Herodes Agrippa I:s son) blev kung över Chalkis och innehade uppsikten över templet i Jerusalem och rätten att utnämna överstepräst från år 50 e. Kr.. Han erhöll år 53 e. Kr. Chalkis Filippus' gamla tetrarki och vissa andra områden. Han förde en försiktig politik gentemot judarna men stod på romarnas sida i det judiska kriget. Herodes Agrippa II omtalas i Apostlagärningarna tillsammans med sin syster Berenice.